# Abu-l-Baqà Khàlid II
Abu-l-Baqà Khàlid II fou emir hàfsida de Tunis del 1369 al 1370. Era fill d'Abu-Ishaq Ibrahim (II) al que va succeir a la seva mort el 1369. Quan va recollir la successió era encara molt jove, i la situació interna es va degradar ràpidament per les lluites entre faccions. Així el 1370 fou fàcil a Abu-l-Abbàs Àhmad III de Constantina i Bugia ocupar Tunis.